# Färidä Qorbanğäilevä
Färidä Qorbanğäilevä (née le 27 août 1979 à Kazan, Russie ) est une journaliste russe et ancienne présentatrice de télévision qui s'est fait connaître pour son travail avec Rossiya 1, une chaîne de télévision russe contrôlée par l'État. Elle quitte la Russie en 2014 après l'annexion de la Crimée et le déclenchement de la guerre dans l'est de l'Ukraine, se distanciant de la propagande d'État et devenant de plus en plus critique à l'égard du gouvernement russe,,,.

## Carrière
Elle a travaille pour la chaîne publique Rossiya 1 en tant que présentatrice du programme d'information « Vesti » jusqu'en 2014, date à laquelle elle quitte son emploi et la Russie pour protester contre l'annexion de la Crimée. Après avoir déménagé à Prague, elle travaille pour la chaîne de télévision en langue russe Current Time de 2018 à 2021. Elle collabore actuellement avec le média d'information eexil Govorit NeMoskva et gère sa propre chaîne YouTube, où elle continue de couvrir les questions politiques et sociales russes,.

## Chronologie juridique
Le 28 juin 2024, le ministère russe de la Justice l'a désignée comme « agent de l'étranger ». Plus tard dans l'année, le 9 octobre, l'agence de presse officielle russe RIA Novosti rapporte qu'un mandat d'arrêt international a été émis contre elle, mais aucune mention de ce type n'est visible sur le site Internet d'Interpol. Le 11 février 2025, le bureau du procureur général de Russie demande officiellement l'extradition de Farida Kurbangaleeva de la République tchèque,,.
Le 22 mai 2025, le tribunal municipal de Prague se prononce contre l'extradition, acceptant l'argument présenté par la procureure Kateřina Štěpánková, jugeant l'extradition irrecevable.